# Montarlot-lès-Rioz
Montarlot-lès-Rioz è un comune francese di 284 abitanti situato nel dipartimento dell'Alta Saona nella regione della Borgogna-Franca Contea.

## Società

### Evoluzione demografica
Abitanti censiti